# Chinapenetretus
Chinapenetretus is een geslacht van kevers uit de familie van de loopkevers (Carabidae). De wetenschappelijke naam van het geslacht is voor het eerst geldig gepubliceerd in 1963 door Kurnakov.

## Soorten
Het geslacht Chinapenetretus omvat de volgende soorten:
- Chinapenetretus heinzi Zamotajlav et Wrase, 1997
- Chinapenetretus impexus Zamotajlov et Sciaky, 1999
- Chinapenetretus impressus Zamotajlov et Sciaky, 1999
- Chinapenetretus kryzhanovskii Zamotajlov et Sciaky, 1999
- Chinapenetretus major Zamotajlov et Wrase, 1997
- Chinapenetretus potanini Kurnakov, 1963
- Chinapenetretus quadraticollis Bates, 1891
- Chinapenetretus reticulatus Zamotajlov, 1990
- Chinapenetretus salebrosus Zamotajlov et Sciaky, 1999
- Chinapenetretus wittmeri Zamotajlov et Sciaky, 1999
- Chinapenetretus yunnanus Fairmaire, 1886